# Tonia Schubert
Tonia Schubert (Rio de Janeiro, 1 de setembro de 1956) é uma cantora e produtora brasileira. Tornou-se conhecida popularmente como vocalista da banda Sempre Livre ao substituir a cantora original, Dulce Quental, que resolveu trilhar carreira solo em 1985. O grupo pop Sempre Livre era formado apenas por mulheres e foi um grande sucesso durante os anos 80. Na década seguinte, participou da banda Rútila Máquina.
Mais tarde, Tonia também deixaria a banda para seguir carreira solo e se dedicar também à produção de grandes bandas estrangeiras que vinham ao Brasil, como os Rolling Stones, e a eventos musicais de renome, como o Free Jazz Festival, Tim Festival e o Rock in Rio 3, nos quais atuou como coordenadora da produção internacional.
Atualmente, continua fazendo pequenos shows e atuando como produtora independente em produções nacionais e internacionais, como Os Mercenários.